# 山本耕一 (俳優)
山本 耕一（やまもと こういち、1935年3月2日 - ）は、日本の俳優である。

## 来歴・人物
東京都目黒区出身。早稲田大学第一文学部卒業後、劇団俳優座に第8期生として入団する。同期に山﨑努、加地健太郎、嵐圭史、水野久美など。俳優座卒業後は劇団新人会に所属し、1960年に舞台『ドン・カルロス』でデビュー。その後も舞台を中心に、映画やテレビドラマなどで活躍。
ワイドショー番組『アフタヌーンショー』（テレビ朝日）ではリポーターを務め、川崎敬三との「そうなんですよ、川崎さん」の名文句が有名となった。
夫人は女優・タレントの小林千登勢。長年「おしどり夫婦」としても有名だったが、2003年に小林が多発性骨髄腫により66歳で死去した。
長女は女優の山本麻利央（1972年 ‐ ）である。

## 出演

### テレビドラマ
- この地果つるまで（1962年、NET）※ドラマ初主演作[1]
- フライング・スポット（1962年2月1日、NHK総合） - 山際
- 美しき遍歴（1963年、NHK総合）
- 求婚（1964年）[1]
- 風雪 / 唱歌事始め（1964年、NHK総合） - 伊沢修二
- ザ・ガードマン（TBS / 大映テレビ室）
  - 第37話「いちばん長い夜」（1965年） - ※DVD発売
  - 第70話「大空の死闘」（1966年） - 喜多総務課長 ※DVD発売
  - 第82話「七人の狩人」（1966年） - ※DVD発売
  - 第224話「怪談・幽霊の赤ちゃん」（1969年）
  - 第235話「大空に消えた現金輸送機」（1969年） - ※DVD発売
  - 第255話「怪談・手首のない幽霊」（1970年） - ※DVD発売
- 三匹の侍 第4シリーズ 第24話「一匹狼」（1967年、フジテレビ） - 松川出羽守正親
- ウルトラセブン 第5話「消された時間」（1967年、TBS / 円谷プロ） - ユシマ博士
- 平四郎危機一発 第6話「二ツの顔」（1967年、TBS）
- ケンチとすみれ（1967年、NHK総合）
- 大河ドラマ（NHK総合）
  - 竜馬がゆく（1968年） - 溝淵広之丞
  - 天と地と（1969年） - 長尾晴景
  - 樅ノ木は残った（1970年） - 村山喜兵衛
  - 徳川家康（1983年） - 織田有楽斎
- 秘密指令883 第14話「黒いカーブ」（1968年、フジテレビ / 大映テレビ）
- マイティジャック 第4話「祖国よ永遠なれ!!」（1968年、フジテレビ / 円谷プロ） - イスマール・ギム中佐
- キイハンター（TBS / 東映）
  - 第70話「殺人部隊・荒野を行く」（1969年）
  - 第72話「P108は殺しの番号」（1969年）
  - 第84話「殺人狂騒曲」 (1969年)
  - 第94話「殺されに来た暗殺者たち」（1970年）
  - 第123話「私たちは殺されたくない」（1970年） - 鮎川
  - 第158話「現ナマと舌を切られた女」（1971年） - 山添
  - 第163話「南の海を渡る殺人部隊」（1971年） ｰ フォン
  - 第196話「1972 紅の翼 大空を行く」（1972年） - ジェラール三上
  - 第214話「SOS 殺し屋の女王陛下」（1972年） - 塩見
- 鬼平犯科帳（松本幸四郎版）（1969年、NET / 東宝）
  - 第1話「血頭の丹兵衛」（1969年10月7日）- 鳥居大八郎
  - 第22話「決闘」（1970年3月3日）- 吉間の仁三郎
- 怪奇ロマン劇場 第14話「白鷺」（1969年、NET / 東映）
- プレイガール 第31話「東京おんな番外地」（1969年、12ch / 東映） - 青戸次郎
- 江戸川乱歩シリーズ 明智小五郎 第24話「拝啓地下帝国殿下」（1970年、12ch / 東映）
- 大江戸捜査網（12ch / 日活-三船プロ）
  - 第6話「火の海からの脱出」（1970年） - 鵜殿新兵衛
  - 第175話「音次郎撃たれる」（1975年） - 医師良庵
- 銀河テレビ小説 八つ墓村（1971年、NHK総合）
- 弥次喜多隠密道中 第20話「危うし!越前」（1972年、日本テレビ / 歌舞伎座テレビ室） - 毛利大膳
- 水戸黄門 第3部 第28話「暗雲晴れて -薩摩・江戸-」（1972年、TBS / C.A.L） - 尾張大納言
- 遠山の金さん捕物帳 第126話「身を投げ出して来た女」（1972年、NET / 東映） - 斉藤林之助
- 鉄平と順子（1972 - 1973年、日本テレビ） - 相良泰介
- 土曜日の女シリーズ 天使が消えていく（1973年、日本テレビ）
- 恐怖劇場アンバランス 第12話「墓場から呪いの手」（1973年、フジテレビ / 円谷プロ） - 桑田哲也
- 世なおし奉行 第24話「幽霊小判」（1972年、NET）
- 必殺仕置人 第3話「はみだし者に情なし」（1973年、ABC / 松竹） - 道安
- 若さま侍捕物手帖 第13話「消される女」（1973年、関西テレビ） - 岡部
- 太陽にほえろ! （日本テレビ / 東宝）
  - 第57話「蒸発」（1973年） - 江原行夫
  - 第335話「ある結末」（1978年） - 久保課長
  - 第678話「山村刑事の報酬なき戦い」（1986年） - 阿久津誠三
  - 第707話「いつか見た、青い空」（1986年） - 櫻井正孝
- 水滸伝（1973年 - 1974年、日本テレビ / 国際放映） - 梁中書
- 非情のライセンス 第1シリーズ 第36話「兇悪の子猫たち」（1973年、NET / 東映） - 山村
- 走れ! ケー100 第51話「進め! 夕陽のかなたへ」（1974年、TBS / C.A.L） - 横山一徹
- 八州犯科帳 第3話「忘れな草に泣く女」（1974年、フジテレビ / C.A.L） - 定七
- 花王愛の劇場（TBS）
  - しろがね心中（1975年）
  - 愛の秘密（1976年）
  - 岸壁の母（1977年）
- 不毛地帯（1979年、毎日放送） - 神森剛 ※病気降板した竜崎勝の後任
- 3年B組金八先生 第1シリーズ（1979年、TBS）- 宮沢進一郎(宮沢保の父)
- ハウスこども劇場 第23回「わたしのママはしずかさん」（1982年、ANB）
- 新・女捜査官（1983年、ABC / テレパック）
- 金曜女のドラマスペシャル お・ふ・く・ろ（1985年、フジテレビ / 東映）
- 火曜サスペンス劇場（日本テレビ）
  - たった独りのあなたのために（1985年）
  - 婚約解消殺人事件（1989年、東映）
- 池中玄太80キロ スペシャル 鳥の詩・力強く飛ぶんだゾ! （1986年、日本テレビ） - 大京新聞社・尾形社長
- 土曜ワイド劇場（テレビ朝日）
  - 『西村京太郎トラベルミステリー 寝台特急あかつき殺人事件』（1983年、テレビ朝日）- 坂上（大阪府警察 刑事）
  - 森村誠一の凶学の巣 (3)（1987年）
  - 法医学教室の事件ファイル (6)（1997年）
  - 温泉若おかみの殺人推理 (7)（1998年） - 小笠原嘉一郎
- 検事・若浦葉子 第9話「証言逆転・殺された私の息子を返して!」（1991年、日本テレビ）
- 長男の嫁  第1話「同居話」（1994年、TBS） - 中村昭一郎
- 家なき子2 第1話「幸せを盗め! 愛を奪え! 哀しい親子の呪われた旅路!」（1995年、日本テレビ） - 美加を連れてきた男
- ドラマ30
  - ふ〜ふ生活（1996年、CBC）
- グッドニュース（1999年、TBS） - 白木省吾
- 金曜エンタテイメント / ドクター小石の事件カルテ (6) 血痕（2004年、フジテレビ）

### 映画
- 舞妓と暗殺者（1963年、大映）※映画初出演作[1]
- 銭のとれる男（1966年、大映）
- 限りある日を愛に生きて（1967年、大映）
- 毒薬の匂う女（1967年、大映）
- やくざ番外地 抹殺（1969年、日活）
- 軍旗はためく下に（1972年、東宝）
- ねらわれた学園（1981年、東宝）
- 不倫（1986年、にっかつ）

### 舞台
- ドン・カルロス（1960年）
- オッペケペ（1963年、演出福田善之） 初主演作[1]
- 光はまだ遠い
- 夢です
- こんばんわ
- その妹

### 吹き替え
- ミスタア・ロバーツ NHK総合 （ヘンリー・フォンダ）

### 情報番組
- 山本耕一のサタデー・アイ（瀬戸内海放送）

### テレビショッピング
- 山本耕一のマル得健康道場（民放（地上波）・CS放送）

### CM
- SK&F「コンタック600」
- 日立造船「杜仲茶」
- 日本テレコム
- 福屋工務店